# Armillaria calvescens
Armillaria calvescens är en svampart som beskrevs av Bérubé & Dessur. 1989. Armillaria calvescens ingår i släktet Armillaria och familjen Physalacriaceae.   Inga underarter finns listade i Catalogue of Life.